# Vasilevo
Vasilevo (Macedonisch: Василево) is een gemeente in Noord-Macedonië.
Vasilevo telt 12.122 inwoners (2002). De oppervlakte bedraagt 230,4 km², de bevolkingsdichtheid is 52,6 inwoners per km².